# Reflex de succió
El reflex de succió és comú a tots els mamífers i està present en néixer (és un reflex arcaic). Està relacionat amb el reflex de cerca i la lactància materna. Fa que el nadó xucli instintivament qualsevol cosa que li toqui el sostre de la boca i simula la manera com un nen menja de manera natural. Hi ha dues etapes de l'acció:
1. Prensió: s'activa quan el mugró es col·loca entre els llavis d'un nen i li toca el paladar. Instintivament el pressionaran entre la llengua i el paladar per treure'n llet.
2. Munyiment: la llengua es mou de l'arèola al mugró, empenyent la llet de la mare perquè surti per la punta del mugró.

Aquest reflex desapareix als 3-4 mesos.